# Сторожевой контроль
«Сторожевой контроль» — кодовое название базы данных МВД России, созданной в рамках борьбы с экстремизмом, при помощи которой проводится регистрация и наблюдение за политическими и общественными активистами.
Согласно конфиденциальному Приказу МВД от 14 апреля 2005 года N 047 «О некоторых мерах по усилению борьбы с экстремизмом» была создана специализированная база данных, в которую внесены персональные данные общественных активистов и оппозиционных политиков. Данная база создана в качестве части ранее действовавшей поисковой базы данных — «Розыск-магистраль», которая позволяла обнаруживать разыскиваемых лиц при покупке билетов на поезд или самолет. Правоохранительные органы аргументировали создание данной базы тем, что в неё включаются «потенциальные экстремисты». Ей было присвоено кодовое название «Сторожевой контроль». Неформальное название, используемое правоохранительными органами — «список экстремистов».
Согласно решению Европейского суда по правам человека от 21 июня 2011 года (Жалоба № 30194/09) решение о создании данной базы нарушает пункт 1 статьи 5 Конвенции и статьи Европейской конвенции по правам человека.
Система «Сторожевой контроль» используется не только сотрудниками МВД, но и другими правоохранительными органами, в том числе Пограничной службой.
Среди сообщений о применении данной базы отмечаются многочисленные задержания общественных активистов. В единичных случаях, как сообщает Радио «Свободная Европа»/Радио «Свобода», производилась порча документов накануне пересечения границы.